# Bataille de Vila da Praia
Guerre civile portugaise
Batailles
- Coruche
- Vila da Praia (navale)
- Porto
- Ponte Ferreira
- Souto Redondo
- Cap Saint-Vincent (navale)
- Alcácer do Sal
- Pernes
- Almoster
- Sant’Ana
- Asseiceira

La bataille de Vila da Praia fut livrée le 11 août 1829 entre la flotte absolutiste et les forces libérales, dans le cadre de la guerre civile portugaise (1828-1834).
L'usurpateur Dom Michel avait décidé de conquérir les Açores, fidèles à la reine Marie II. À cette fin, une flotte de 22 navires se présenta devant Vila da Praia, capitale de l'île de Terceira, dans le but de s'en emparer et d'y débarquer des troupes. Elle se heurta à la défense énergique des libéraux et fut repoussée avec de lourdes pertes après une journée de combat. Cette victoire permit aux partisans de la reine de disposer d'une base sûre, d'où partiraient les armées qui reprendraient le Portugal aux Miguelistes.
À la fin de la guerre, la ville fut renommée en Praia da Vitória.

## Référence
- (pt) Cet article est partiellement ou en totalité issu de l’article de Wikipédia en portugais intitulé « Batalha da Praia da Vitória » (voir la liste des auteurs).